# Revolver photographique

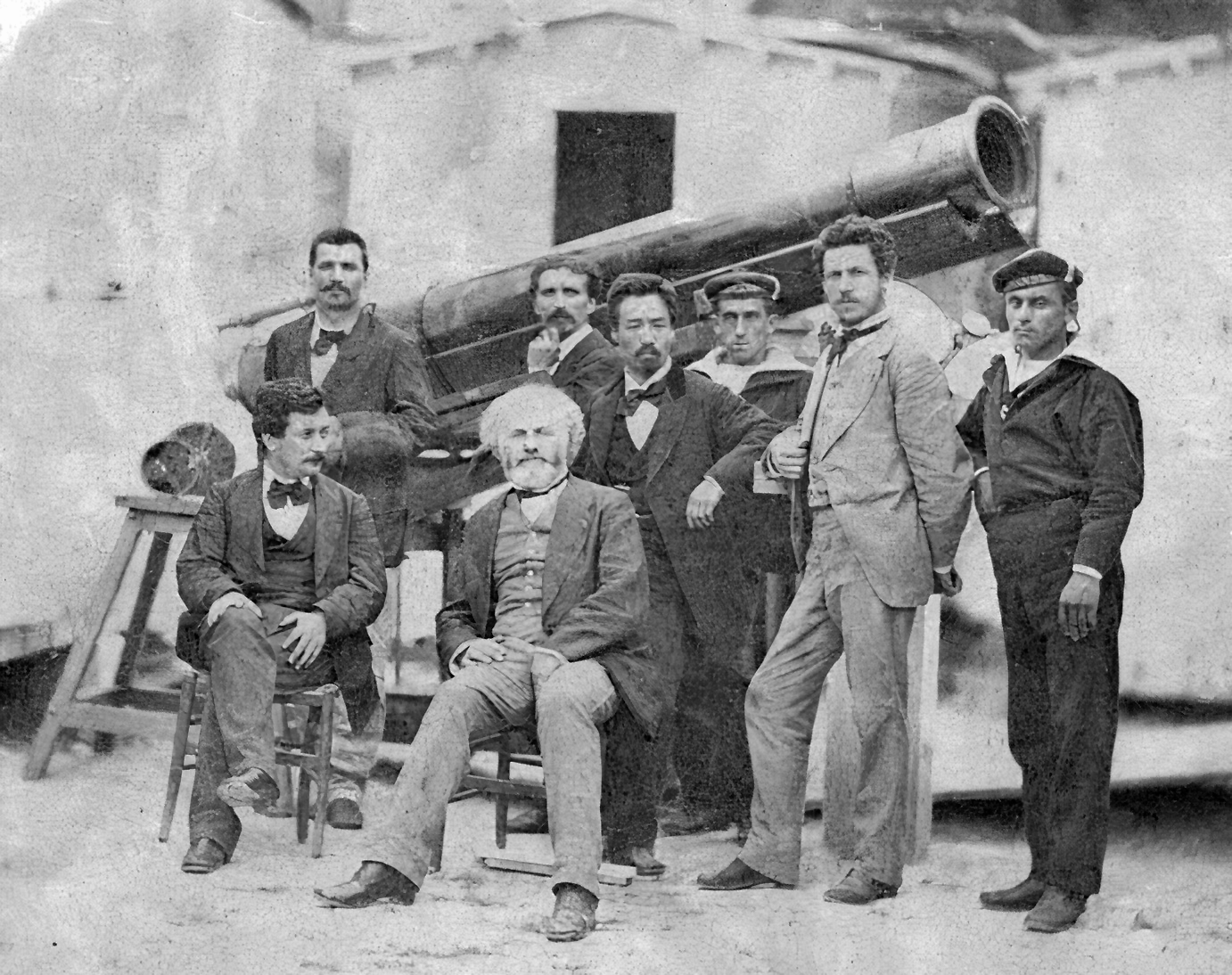
Jules Janssen, son revolver photographique, et son entourage en 1874 à Nagasaki.

Le revolver photographique (ou revolver astronomique) est un instrument inventé par l'astronome français Jules Janssen en 1874. Il est constamment mentionné dans les ouvrages spécialisés comme le premier exemple de chronophotographie, une branche de la photographie basée sur la capture de mouvement à partir d'une séquence d'images. Pour créer l'appareil, Pierre Janssen s'est inspiré du cylindre tournant du revolver de Samuel Colt, d'où son nom,,. 

## Utilisation

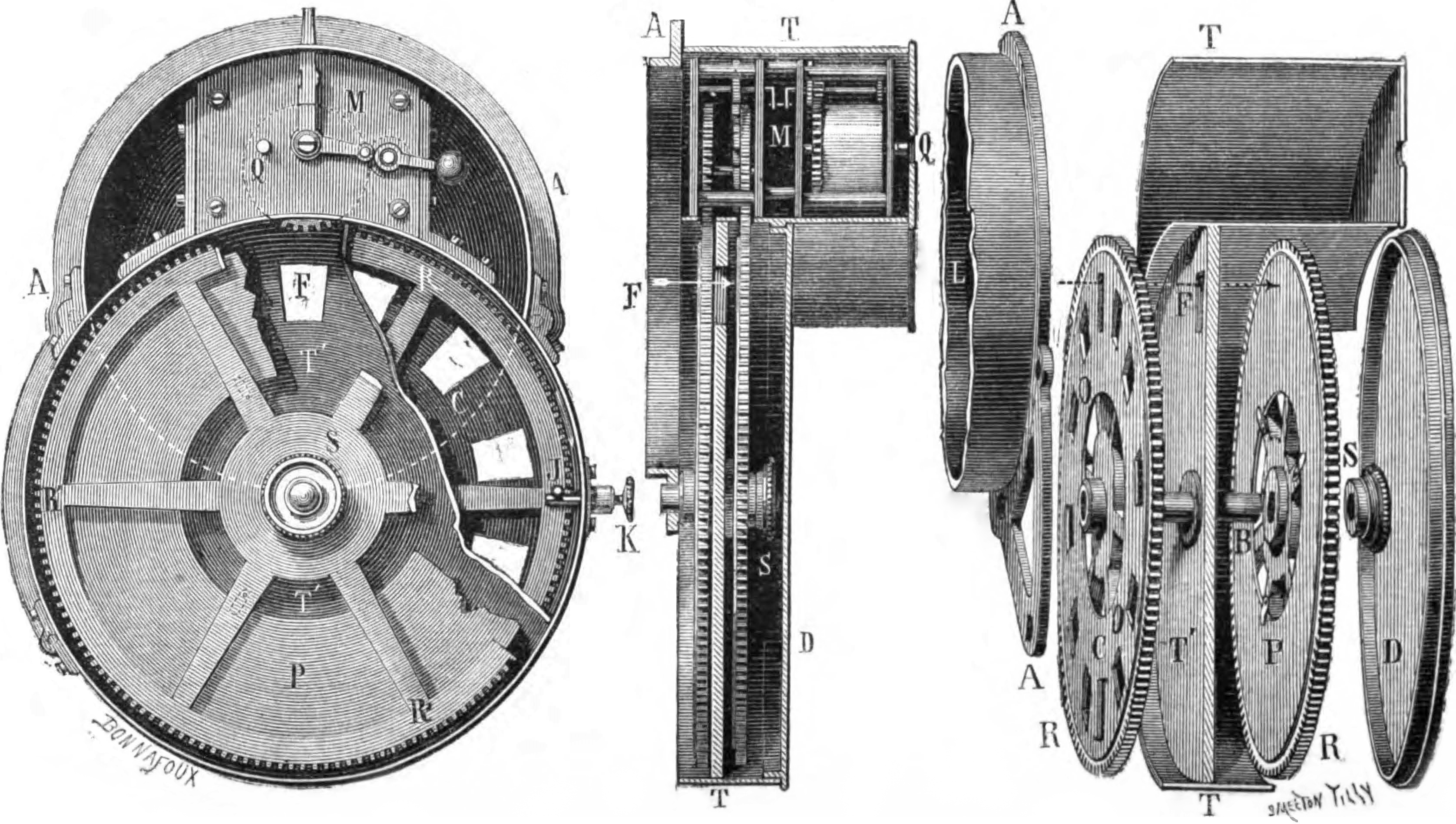
Détails des pièces séparées.

Le revolver est composé d'une plaque sensible et de deux disques, le premier avec douze trous (équivalent d'un obturateur) et le second avec un seul, sur la plaque. Le premier fait un tour complet toutes les dix-huit secondes, de sorte qu'à chaque fois qu'une fenêtre d'obturation passe devant la fenêtre du deuxième disque (fixe), la plaque sensible est découverte dans la partie correspondante de sa surface, créant une image.  
Pour que les images ne se chevauchent pas, la plaque sensible tourne avec une vitesse de rotation d'un quart de celle d'obturation. Le temps de pose est alors d'une seconde et demie.  
Un miroir à l'extérieur de l'appareil réfléchit le mouvement de l'objet vers l'objectif qui se trouve dans le canon de ce revolver photographique. Lorsqu'il était fonctionnel, le revolver pouvait prendre quarante-huit images en soixante-douze secondes.

## Histoire
Au milieu du XIXe siècle, l'un des défis scientifiques est de déterminer avec la plus grande précision possible la distance entre la Terre et le Soleil, aussi appelée unité astronomique, afin d'en déduire la taille du Système solaire. À cette époque, un des uniques moyens de le faire est d'utiliser le transit de Vénus et la méthode de la parallaxe. Plus précisément, avec au moins deux observations du transit simultanées à partir de différentes latitudes terrestres et en mesurant la durée totale de l'événement, il est possible d'en déduire la valeur de l'unité astronomique grâce aux lois de Kepler. 

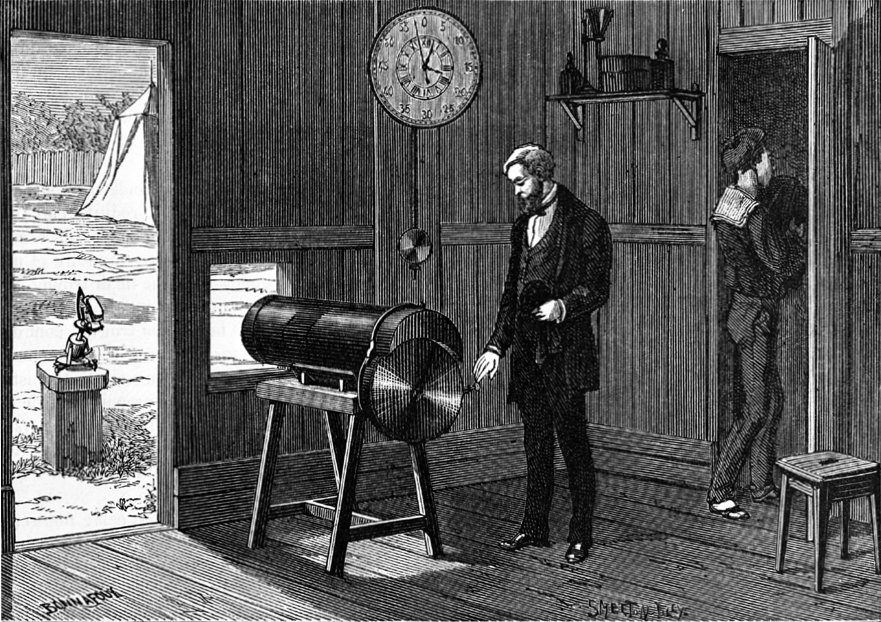
Vue de l'appareil en fonctionnement pendant le passage de Vénus

La méthode présente cependant deux inconvénients : la faible fréquence du phénomène à l'échelle humaine et le problème technique de mesure du début et de la fin du transit. Le transit de Vénus de 1874 représente alors une occasion unique, 105 ans après le précédent en 1769. 
Ainsi, plus de soixante expéditions coordonnées sont programmées dans dix pays différents avec pour destinations différents endroits en Chine, au Viêt Nam, en Nouvelle-Calédonie, dans certaines îles du Pacifique et au Japon. La distorsion provoquée par l'atmosphère terrestre, la diffraction des télescopes, la subjectivité de l'observateur et le « phénomène de la goutte noire » (effet optique déformant la silhouette de Vénus juste à l'instant où elle entre ou sort du disque solaire) sont autant de frein à la mesure de la durée du phénomène, et donc de la mesure de la parallaxe. En 1874, aucun appareil n'arrive à les résoudre. 
Janssen décide ainsi de créer son revolver photographique, un appareil ayant comme objectif d'éliminer la subjectivité du processus. Une fois créé, l'appareil est testé par lui avec le soutien du gouvernement français à Nagasaki. 
Comme le moment exact du début du transit de Vénus est impossible à prédire, il ajoute un ensemble de montres pour créer une séquence d'images. Le revolver enregistre 48 photographies en 72 secondes dans un daguerréotype, un procédé photographique qui n'était alors plus courant, mais qui était idéal dans cette situation, car il pouvait capter la lumière du Soleil avec un grand temps d'exposition et ainsi obtenir des résultats plus clairs. 
Les expéditions britanniques photographient le transit depuis différents points géographiques à l'aide d'appareils inspirés du revolver photographique de Janssen.  Malheureusement, la qualité des images résultant des deux expéditions n'est pas suffisante pour calculer avec précision l'unité astronomique, et les observations restent plus fiables à l'œil nu. Malgré cela, Janssen présente son revolver photographique à la Société française de photographie en 1875 et à l'Académie des sciences en 1876. Il suggère alors la possibilité d'utiliser son appareil pour l'étude du mouvement animal, en particulier des oiseaux, en raison de la rapidité du mouvement de leurs ailes. 
En 1874, dans son ouvrage, La Machine animale, le physiologiste Étienne-Jules Marey conclut qu'un cheval au galop n’a jamais les quatre pattes en l’air au cours des phases d’extension et qu'il ne quitte effectivement le sol que lorsqu'il regroupe ses jambes sous lui à un moment donné. L’ancien gouverneur de Californie Leland Stanford demande alors à Eadweard Muybridge de vérifier cette hypothèse, lequel est en 1878 le premier à enregistrer le mouvement des êtres vivants, avec 12 caméras en série, ce qui lui permet également de reproduire ces photographies sur des disques peints transparents et de les projeter avec son zoopraxiscope. Cependant, l'action n'était pas alors reconstituée du point de vue d'un unique observateur, mais depuis plusieurs caméras accompagnant le déplacement du sujet – comme un travelling – et donc depuis des points de vue différents, sur chaque photographie. Marey, à l'aide de l'invention de Janssen, réussit à résoudre ce problème avec son fusil photographique de 1882, qui capture à intervalles réguliers 12 petites photos sur une plaque circulaire ou octogonale de verre,,, plutôt que sur un daguerréotype, moins pratique, et en réduisant également le temps d'exposition à 1/720e voire 1/1440e de seconde. 
En somme, ce pistolet photo est le premier caméscope, bien qu'il ait encore certaines différences de conception avec les caméscopes postérieurs : d'une part, les images obtenues avaient pour but la décomposition du mouvement pour son étude, et non pour leur projection ; et, d'autre part, étant obtenue sur un disque de verre, la durée de l'action qui pouvait être enregistrée était nécessairement très courte. 
Ces deux inventions sont un premier pas pour le développement des premiers appareils à pellicule photographique. Cependant, elle ne peuvent être considérées comme tels, car leur objectif principal n'est pas la projection de films, mais plutôt d'étudier le mouvement résultant de sa décomposition.